# Popis filmova Marvel Cinematic Universe
Filmovi Marvel Cinematic Universe-a, serija su američkih filmova o superherojima u produkciji Marvel Studiosa bazirani na likovima koji se pojavljuju u Marvelovim stripovima. MCU je zajednički svemir u kojem su smješteni svi filmovi. Filmovi su u produkciji od 2007. godine, a u to vrijeme je Marvel Studios proizveo i objavio 24 filma, s još najmanje 14 u fazi razvoja. Riječ je o filmskoj franšizi s najboljim prihodom svih vremena, koja je na globalnoj blagajni zaradila više od 22,9 milijardi dolara. To uključuje i film Avengers: Endgame, s najvećom zaradom svih vremena.
Kevin Feige je proizveo svaki film, zajedno s Avi Arad za prva dva filma, Gale Anne Hurd za The Incredible Hulk, Amy Pascal za Spider-Man filmove a Stephen Broussard za Ant-man and the Wasp. Jonathan Schwartz za film Shang-Chi and the Legend of the Ten Rings, Nate Moore za Eternals, a Brad Winderbaum za Thor: Love and Thunder. Filmove su napisali i režirali različiti pojedinci. Mnogi glumci, uključujući Roberta Downeyja Jr.-a, Chrisa Evansa, Marka Ruffala, Chrisa Hemswortha, Scarlett Johansson i Jeremy Renner potpisali su ugovore da glume u brojnim filmovima.
Marvel Studios objavljuje svoje filmove u skupinama nazvanim "Phase" (hrv. faza).

## Filmovi

### The Infinity Saga
Filmovi u Prvoj, Drugoj i Trećoj fazi, poznati su kolektivno pod imenom "The Infinity Saga".
| Film                           | Objavljivanje u SAD-u | Objavljivanje u Hrvatskoj | Redatelj(i)             | Producent(i)                        | Produkcijski studio              |
| 1. faza                        | 1. faza               | 1. faza                   | 1. faza                 | 1. faza                             | 1. faza                          |
| ------------------------------ | --------------------- | ------------------------- | ----------------------- | ----------------------------------- | -------------------------------- |
| Iron Man                       | 2. svibnja 2008.      | 1. svibnja 2008.          | Jon Favreau             | Avi Arad Kevin Feige                | Marvel Studios                   |
| Nevjerojatni Hulk              | 13. lipnja 2008.      | 10. srpnja 2008.          | Louis Leterrier         | Avi Arad Gale Anne Hurd Kevin Feige | Marvel Studios                   |
| Iron Man 2                     | 7. svibnja 2010.      | 29. travnja 2010.         | Jon Favreau             | Kevin Feige                         | Marvel Studios                   |
| Thor                           | 6. svibnja 2011.      | 28. travnja 2011.         | Kenneth Branagh         | Kevin Feige                         | Marvel Studios                   |
| Kapetan Amerika: Prvi osvetnik | 22. srpnja 2011.      | 27. srpnja 2011.          | Joe Johnston            | Kevin Feige                         | Marvel Studios                   |
| Osvetnici                      | 4. svibnja 2012.      | 3. svibnja 2012.          | Joss Whedon             | Kevin Feige                         | Marvel Studios                   |
| 2. faza                        |                       |                           |                         |                                     |                                  |
| Iron Man 3                     | 3. svibnja 2013.      | 25. travnja 2013.         | Shane Black             | Kevin Feige                         | Marvel Studios                   |
| Thor: Svijet tame              | 8. studenoga 2013.    | 7. studenoga 2013.        | Alan Taylor             | Kevin Feige                         | Marvel Studios                   |
| Kapetan Amerika: Ratnik zime   | 4. travnja 2014.      | 3. travnja 2014.          | Anthony i Joe Russo     | Kevin Feige                         | Marvel Studios                   |
| Čuvari Galaksije               | 1. kolovoza 2014.     | 31. srpnja 2014.          | James Gunn              | Kevin Feige                         | Marvel Studios                   |
| Osvetnici 2: Vladavina Ultrona | 1. svibnja 2015.      | 30. travnja 2015.         | Joss Whedon             | Kevin Feige                         | Marvel Studios                   |
| Ant-Man                        | 17. srpnja 2015.      | 16. srpnja 2015.          | Peyton Reed             | Kevin Feige                         | Marvel Studios                   |
| 3. faza                        |                       |                           |                         |                                     |                                  |
| Kapetan Amerika: Građanski rat | 6. svibnja 2016.      | 5. svibnja 2016.          | Anthony i Joe Russo     | Kevin Feige                         | Marvel Studios                   |
| Doktor Strange                 | 4. studenoga 2016.    | 3. studenoga 2016.        | Scott Derrickson        | Kevin Feige                         | Marvel Studios                   |
| Čuvari Galaksije Vol. 2        | 5. svibnja 2017.      | 4. svibnja 2017.          | James Gunn              | Kevin Feige                         | Marvel Studios                   |
| Spider-Man: Povratak kući      | 7. srpnja 2017.       | 6. srpnja 2017.           | Jon Watts               | Kevin Feige Amy Pascal              | Columbia Pictures Marvel Studios |
| Thor: Ragnarok                 | 3. studenoga 2017.    | 26. listopada 2017.       | Taika Waititi           | Kevin Feige                         | Marvel Studios                   |
| Black Panther                  | 16. veljače 2018.     | 15. veljače 2018.         | Ryan Coogler            | Kevin Feige                         | Marvel Studios                   |
| Osvetnici: Rat beskonačnosti   | 27. travnja 2018.     | 26. travnja 2018.         | Anthony i Joe Russo     | Kevin Feige                         | Marvel Studios                   |
| Ant-Man i Wasp                 | 6. srpnja 2018.       | 5. srpnja 2018.           | Peyton Reed             | Kevin Feige Stephen Broussard       | Marvel Studios                   |
| Kapetanica Marvel              | 8. ožujka 2019.       | 7. ožujka 2019.           | Anna Boden i Ryan Fleck | Kevin Feige                         | Marvel Studios                   |
| Osvetnici: Završnica           | 26. travnja 2019.     | 25. travnja 2019.         | Anthony i Joe Russo     | Kevin Feige                         | Marvel Studios                   |
| Spider-Man: Daleko od kuće     | 2. srpnja 2019.       | 4. srpnja 2019.           | Jon Watts               | Kevin Feige Amy Pascal              | Columbia Pictures Marvel Studios |

### The Multiverse Saga
Četvrta, peta i šesta faza poznate su kao "The Multiverse Saga". Uključuje više televizijskih serija i specijala sa streaming platforme Disney+.
| Film                                  | Objavljivanje u SAD | Objavljivanje u Hrvatskoj | Redatelj(i)           | Producent(i)                  |
| 4. faza                               | 4. faza             | 4. faza                   | 4. faza               | 4. faza                       |
| ------------------------------------- | ------------------- | ------------------------- | --------------------- | ----------------------------- |
| Black Widow                           | 9. srpnja 2021.     | 8. srpnja 2021.           | Cate Shortland        | Kevin Feige                   |
| Shang-Chi i legenda o Deset Prstenova | 3. rujna 2021.      | 2. rujna 2021.            | Destin Daniel Cretton | Kevin Feige Jonathan Schwartz |
| Vječnici                              | 5. studenoga 2021.  | 4. studenoga 2021.        | Chloé Zhao            | Kevin Feige Nate Moore        |
| Spider-Man: Put bez povratka          | 17. prosinca 2021.  | 16. prosinca 2021.        | Jon Watts             | Kevin Feige Amy Pascal        |
| Doktor Strange u Multiverzumu Ludila  | 6. svibnja 2022.    | 4. svibnja 2022.          | Sam Raimi             | Kevin Feige                   |
| Thor: Ljubav i grom                   | 8. srpnja 2022.     | 7. srpnja 2022.           | Taika Waititi         | Kevin Feige Brad Winderbaum   |
| Black Panther: Wakanda Zauvijek       | 11. studenoga 2022. | 9. studenoga 2022.        | Ryan Coogler          | Kevin Feige                   |
| 5. faza                               |                     |                           |                       |                               |
| Ant-Man i Wasp: Kvantumanija          | 17. veljače 2022.   | 16. veljače 2023.         | Peyton Reed           | Kevin Feige Stephen Broussard |
| Čuvari Galaksije Vol.3                | 5. svibnja 2023.    | 4. svibnja 2023.          | James Gunn            | Kevin Feige                   |
| Marveli                               | 10. stugenoga 2023. | 8. stugenoga 2023.        | Nia DaCosta           | Kevin Feige                   |
| Deadpool & Wolverine                  | 26. srpnja 2024.    | 24. srpnja 2024           | Shawn Levy            | Kevin Feige Ryan Reynolds     |
| Captain America: Brave New World      | 14. veljače 2025.   | –                         | Julius Onah           | Kevin Feige Nate Moore        |
| Thunderboalts*                        | 2. svibnja 2025.    | –                         | Jake Schreier         | Kevin Feige                   |
| 6. faza                               |                     |                           |                       |                               |
| The Fantastic Four: First Steps       | 25. srpnja 2025.    | –                         | Matt Shakman          | Kevin Feige                   |
| Blade                                 | 7. studenoga 2025.  | –                         | Bassam Tariq          | Kevin Feige                   |
| Avengers: Doomsday                    | 1. svibnja 2026.    | –                         | Anthony i Joe Russo   | Kevin Feige                   |
| Avengers: Secret Wars                 | 7. svibnja 2027.    | –                         | Anthony i Joe Russo   | Kevin Feige                   |

### Budući filmovi
Marvel Studios planira buduće filmove unaprijed za sljedečih pet do šest godina. U travnja 2014. planirane su dodatne priče do 2028.
| Film                                           | Redatelj(i)           | Producent(i)           |
| ---------------------------------------------- | --------------------- | ---------------------- |
| Armor Wars                                     | –                     | Kevin Feige Nate Moore |
| Nastavak Spider-Man: Put bez povratka          | –                     | Kevin Feige Amy Pascal |
| Nastavak Shang-Chi i legenda o Deset Prstenova | Destin Daniel Cretton | Kevin Feige            |
| Film o X-Men                                   | –                     | Kevin Feige            |

## Ponavljajuća glumačka postava i likovi
Ova tablica uključuje likove koji će se pojaviti ili su se pojavili u filmovima u više faza unutar Marvel Cinematic Universe.
| Lik                                              | 1. faza                         | 2. faza             | 3. faza              | 4. faza                              |
| ------------------------------------------------ | ------------------------------- | ------------------- | -------------------- | ------------------------------------ |
| Bruce Banner Hulk                                | Edward Norton Lou Ferrigno glas | Mark Ruffalo        | Mark Ruffalo         | Mark Ruffalo cameo                   |
| Bruce Banner Hulk                                | Mark Ruffalo                    | Mark Ruffalo        | Mark Ruffalo         | Mark Ruffalo cameo                   |
| James "Bucky" Barnes Winter Soldier / White Wolf | Sebastian Stan                  | Sebastian Stan      | Sebastian Stan       |                                      |
| Clint Barton Hawkeye                             | Jeremy Renner                   | Jeremy Renner       | Jeremy Renner        | Jeremy Renner glas,cameo,fotografija |
| Peggy Carter                                     | Hayley Atwell                   | Hayley Atwell       | Hayley Atwell        |                                      |
| Carol Danvers Captain Marvel                     |                                 |                     | Brie Larson          | Brie Larson                          |
| Drax the Destroyer                               |                                 | Dave Bautista       | Dave Bautista        | Dave Bautista                        |
| Jane Foster                                      | Natalie Portman                 | Natalie Portman     | Natalie Portman      | Natalie Portman                      |
| Nick Fury                                        | Samuel L. Jackson               | Samuel L. Jackson   | Samuel L. Jackson    | Samuel L. Jackson                    |
| Gamora                                           |                                 | Zoe Saldana         | Zoe Saldana          | Zoe Saldana                          |
| Groot                                            |                                 | Vin Diesel glas     | Vin Diesel glas      | Vin Diesel glas                      |
| Heimdall                                         | Idris Elba                      | Idris Elba          | Idris Elba           |                                      |
| Maria Hill                                       | Cobie Smulders                  | Cobie Smulders      | Cobie Smulders       |                                      |
| Happy Hogan                                      | Jon Favreau                     | Jon Favreau         | Jon Favreau          | Jon Favreau                          |
| Scott Lang Ant-Man                               |                                 | Paul Rudd           | Paul Rudd            | Paul Rudd                            |
| Ned Leeds                                        |                                 |                     | Jacob Batalon        | Jacob Batalon                        |
| Loki                                             | Tom Hiddleston                  | Tom Hiddleston      | Tom Hiddleston       | Tom Hiddleston                       |
| Mantis                                           |                                 |                     | Pom Klementieff      | Pom Klementieff                      |
| Wanda Maximoff                                   |                                 | Elizabeth Olsen     | Elizabeth Olsen      | Elizabeth Olsen                      |
| Michelle "MJ"                                    |                                 |                     | Zendaya              | Zendaya                              |
| Nebula                                           |                                 | Karen Gillan        | Karen Gillan         | Karen Gillan                         |
| Odin                                             | Anthony Hopkins                 | Anthony Hopkins     | Anthony Hopkins      |                                      |
| Okoye                                            |                                 |                     | Danai Gurira         | Danai Gurira                         |
| May Parker                                       |                                 |                     | Marisa Tomei         | Marisa Tomei                         |
| Peter Parker Spider-Man                          | Tom Holland                     | Tom Holland         |                      |                                      |
| Pepper Potts                                     | Gwyneth Paltrow                 | Gwyneth Paltrow     | Gwyneth Paltrow      |                                      |
| Hank Pym                                         |                                 | Michael Douglas     | Michael Douglas      | Michael Douglas                      |
| Peter Quill Star-Lord                            |                                 | Chris Pratt         | Chris Pratt          | Chris Pratt                          |
| James "Rhodey" Rhodes War Machine / Iron Patriot | Terrence Howard                 | Don Cheadle         | Don Cheadle          |                                      |
| James "Rhodey" Rhodes War Machine / Iron Patriot | Don Cheadle                     | Don Cheadle         | Don Cheadle          |                                      |
| Rocket                                           |                                 | Bradley Cooper glas | Bradley Cooper glas  | Bradley Cooper glas                  |
| Steve Rogers Captain America                     | Chris Evans                     | Chris Evans         | Chris Evans          |                                      |
| Natasha Romanoff Black Widow                     | Scarlett Johansson              | Scarlett Johansson  | Scarlett Johansson   | Scarlett Johansson                   |
| Everett K. Ross                                  |                                 |                     | Martin Freeman       | Martin Freeman                       |
| Thaddeus "Thunderbolt" Ross                      | William Hurt                    |                     | William Hurt         | William Hurt                         |
| Erik Selvig                                      | Stellan Skarsgård               | Stellan Skarsgård   |                      |                                      |
| Shuri                                            |                                 |                     | Letitia Wright       | Letitia Wright                       |
| Sif                                              | Jaimie Alexander                | Jaimie Alexander    |                      | Jaimie Alexander                     |
| Tony Stark Iron Man                              | Robert Downey Jr.               | Robert Downey Jr.   | Robert Downey Jr.    |                                      |
| Stephen Strange Doctor Strange                   |                                 |                     | Benedict Cumberbatch | Benedict Cumberbatch                 |
| Thor                                             | Chris Hemsworth                 | Chris Hemsworth     | Chris Hemsworth      | Chris Hemsworth                      |
| Hope van Dyne Wasp                               |                                 | Evangeline Lilly    | Evangeline Lilly     | Evangeline Lilly                     |
| Vision J.A.R.V.I.S.                              | Paul Bettany                    | Paul Bettany        | Paul Bettany         |                                      |
| Sam Wilson Falcon                                |                                 | Anthony Mackie      | Anthony Mackie       |                                      |
| Wong                                             |                                 |                     | Benedict Wong        | Benedict Wong                        |

## Veze između Sony's Spider-Man Universe-a (SSU) i MCU-a
Nakon Marvel Studija i ugovora Sony Picturesa iz rujna 2019. godine, Feige je napomenuo da je Sony nastavio odvojeno graditi vlastiti zajednički svemir, Sonyjev Spider-Man Universe (SSU), moguće je da se MCU verzija Spider-Mana pojavi u tom svemiru. U listopadu 2020., Jamie Foxx dobio je ulogu Electroa iz filma Čudesni Spider-Man 2 (2014) u filmu Spider-Man: No Way Home, tog prosinca Alfred Molina trebao je reprizirati svoju ulogu Otta Octaviusa / Doktora Octopusa iz Sonyjevog Spider-Mana 2 (2004). Do tada je Collider izvijestio da će se Andrew Garfield vratiti kao njegov Peter Parker / Spider-Man iz filmova Marca Webba Čudesni Spider-Man zajedno s Kirsten Dunst kao Mary Jane Watson iz filmske trilogije Spider-Man Sama Raimija, te da je Tobey Maguire bio u pregovorima da se vrati kao njegov Peter Parker / Spider-Man iz potonjih filmova, a očekivalo se da će se Emma Stone vratiti i kao Gwen Stacy iz Webbovih Spider-Mana.
U svibnju 2021. godine, Adam B. Vary iz Varietyja nazvao je veze između dvaju svemira "posebno zbunjujućima" navodeći i činjenicu da će Holland, ako se pojavi u SSU filmu, retroaktivno učiniti bilo koji prethodni SSU film dijelom MCU-a i kako je najavni trailer za Morbiusa (2022.) istaknuo Michaela Keatona, koji je prethodno glumio Adriana Toomesa u filmu Spider-Man: Povratak kući. Odgovarajući na dio zbunjenosti i frustracije obožavatelja u vezi odnosa između SSU-a i MCU-a, predsjednik Sony Pictures Group Sanford Panitch izjavio je da postoji plan da se to razjasni i vjeruje da je već "postao malo jasniji ljudima kamo idemo" u to vrijeme nakon što je Sony najavio Kravena Huntera (2023.) kao sljedeći nastavak SSU-a. Dodao je da će No Way Home pomoći u otkrivanju više iz ovog plana, a Vary je komentirao da se vjeruje da je percipirani pojam No Way Home koji uvodi multivese elemente ono što bi omogućilo Hollandu da se pojavi u oba svemira. Panitch je također rekao da postoji "vrlo izvrstan odnos" između Sonyja i Feigea, s "puno mogućnosti" za nastavak zajedničkog rada. Sljedećeg mjeseca Feige je rekao da neće "ništa u potpunosti isključiti" u smislu dodatnih likova pod kontrolom tvrtke Sony koji se pojavljuju u filmovima Marvel Studija.

## Vanjske poveznice
- Službena stranica (engl.)
- Službena stranica na streaming platformi Disney+ (engl.)
- IMDB popis MCU filmova